# Dicranomyia longiventris
Dicranomyia longiventris är en tvåvingeart som beskrevs av Alexander 1913. Dicranomyia longiventris ingår i släktet Dicranomyia och familjen småharkrankar. Inga underarter finns listade i Catalogue of Life.